# Kazimierz Gomulicki
Kazimierz Gomulicki (ur. 1 kwietnia 1896 w Trembowli, zm. 13 lutego 1938 w Toruniu) – major piechoty Wojska Polskiego, działacz niepodległościowy.

## Życiorys
Urodził się 1 kwietnia 1896 w Trembowli, ówczesnym mieście powiatowym Królestwa Galicji i Lodomerii, w rodzinie Tomasza i Matrony z domu Jaremczuk. Ukończył gimnazjum.
W czasie I wojny światowej walczył w szeregach 5. kompanii 3 pułku piechoty Legionów Polskich. W I kwartale 1915 „przepadł bez wieści”. 8 czerwca 1917, po powrocie do służby, został odnotowany w kompanii karabinów maszynowych 4 pułku piechoty. W 1917, po odezwie Tymczasowej Rady Stanu, wystąpił o przyznanie obywatelstwa Królestwa Polskiego.
Po odzyskaniu niepodległości został przyjęty do Wojska Polskiego. 18 marca 1919 jako podoficer byłych Legionów Polskich, służący w 4 pułku piechoty Legionów, został mianowany z dniem 1 marca 1919 podporucznikiem piechoty. 1 czerwca 1921 pełnił służbę w 2 pułku piechoty Legionów. 25 października 1921 został zdemobilizowany jako oficer rezerwy i przydzielony w rezerwie do 2 pp Leg. Później został przeniesiony w rezerwie do 81 pułku piechoty w Grodnie. 8 stycznia 1924 został zatwierdzony w stopniu kapitana ze starszeństwem z 1 czerwca 1919 i 1267. lokatą w korpusie oficerów rezerwy piechoty. Prawdopodobnie w 1928 został powołany do służby czynnej w 54 pułku piechoty w Tarnopolu. 15 maja 1930 prezydent RP przemianował go na oficera zawodowego w stopniu kapitana w korpusie oficerów piechoty ze starszeństwem z dnia 1 stycznia 1928 i 374. lokatą. W kwietniu 1933 został przeniesiony do Gabinetu Ministra Spraw Wojskowych, a we wrześniu tego roku do 51 pułku piechoty w Brzeżanach. Na stopień majora został awansowany ze starszeństwem z 1 stycznia 1936 i 111. lokatą w korpusie oficerów piechoty. W tym samym roku został przeniesiony do 16 pułku piechoty w Tarnowie. Zmarł 13 lutego 1938 w Toruniu. Dwa dni później został pochowany na Starym Cmentarzu w Tarnowie (sektor XII, rząd 1, grób 67).

## Ordery i odznaczenia
- Krzyż Niepodległości – 24 października 1931 „za pracę w dziele odzyskania niepodległości”[25][26][5]
- Krzyż Walecznych trzykrotnie[23][27] (po raz drugi „za udział w b. Legionach Polskich”[28])
- Medal Pamiątkowy za Wojnę 1918–1921[23]
- Medal Dziesięciolecia Odzyskanej Niepodległości[23]